# هنري كولينز
هنري كولينز (بالإنجليزية: Henry Collins)‏ (مواليد 1 سبتمبر 1977) هو ملاكم أسترالي، مثّل بلاده في الألعاب الأولمبية الصيفية 2000.

## روابط خارجية
هنري كولينز على موقع أوليمبيديا (الإنجليزية)